# Патагонские Анды
Патаго́нские А́нды (Патаго́нские Кордилье́ры; исп. Andes Patagonicos) — южная часть горного пояса Анд, к югу от 39° южной широты, на территории Чили и Аргентины.
Наивысшая точка — гора Сан-Валентин (4058 м). Для северной части характерны сильная сейсмичность и активный вулканизм (вулканы Ланин, Осорно, Корковадо). Климат умеренный, очень влажный: до 5000 мм осадков в год и более. Южнее 46°30′ южной широты расположены два крупных Патагонских ледниковых плато: Северное и Южное. У восточных предгорий — крупные ледниковые озёра. В северной части — хвойные и лиственные вечнозелёные леса, в южной — смешанные листопадно-вечнозелёные и хвойные. На территории гор расположено множество национальных парков.